# UCI-Kunstrad-Weltcup 2021
Beim UCI-Kunstrad-Weltcup 2021 wurden durch die Union Cycliste Internationale (UCI) und die Initiative Indoor Cycling Worldwide (ICWW) die Weltcupsieger im Kunstradfahren ermittelt. Die Durchführung des Weltcups wurde durch die Corona-Pandemie erheblich behindert.

## Termine
Infolge der pandemie-bedingten Einschränkungen für öffentliche Veranstaltungen hatte im Vorjahr nur eine einzige Runde stattgefunden. Die ICWW hatte daher zwischenzeitlich einen Online-Cup ins Leben gerufen, der aufgrund der Bedingungen nicht als offizieller UCI-Weltcup gelten konnte. Für 2021 wurden zunächst reglementär vier Runden angekündigt, darunter das Finale, in dem die Punkte doppelt zählten:
- Komárno: 23. März
- Uzwil: 23. Mai[5]
- Hongkong: 14. August
- Albstadt: 23. Oktober

Dieses Programm erwies sich aufgrund der andauernden Pandemie als undurchführbar. Die Läufe in Komárno und Hongkong wurden abgesagt und durch Online-Wettkämpfe ersetzt. Die Veranstaltung in Uzwil kam nach einer Verschiebung letztlich zustande. Für Komárno sprang kurzfristig Lemgo ein, das Finale in Albstadt konnte immerhin wie geplant stattfinden. Die tatsächlich durchgeführten Wettkämpfe waren damit wie folgt:
- Uzwil: 19. Juni
- Lemgo: 7. August
- Albstadt: 23. Oktober

## Einer Frauen
| # | Datum       | Ort      | Erste          | Zweite          | Dritte          |
| - | ----------- | -------- | -------------- | --------------- | --------------- |
| 1 | 19. Juni    | Uzwil    | Milena Slupina | Maren Haase     | Mattea Eckstein |
| 2 | 7. August   | Lemgo    | Milena Slupina | Mattea Eckstein | Maren Haase     |
| F | 23. Oktober | Albstadt | Milena Slupina | Mattea Eckstein | Maren Haase     |

Gesamtwertung
| Platz | Name             | Punkte |
| ----- | ---------------- | ------ |
| 1     | Milena Slupina   | 400    |
| 2     | Mattea Eckstein  | 310    |
| 3     | Maren Haase      | 290    |
| 4     | Michelle Andrich | 235    |
| 5     | Alice Rieb       | 215    |
| 6     | Magdalena Müller | 190    |

## Einer Männer
| # | Datum       | Ort      | Erster     | Zweiter         | Dritter         |
| - | ----------- | -------- | ---------- | --------------- | --------------- |
| 1 | 19. Juni    | Uzwil    | Lukas Kohl | Max Maute       | Marcel Jüngling |
| 2 | 7. August   | Lemgo    | Lukas Kohl | Marcel Jüngling | Max Maute       |
| F | 23. Oktober | Albstadt | Lukas Kohl | Marcel Jüngling | Max Maute       |

Gesamtwertung
| Platz | Name             | Punkte |
| ----- | ---------------- | ------ |
| 1     | Lukas Kohl       | 400    |
| 2     | Marcel Jüngling  | 310    |
| 3     | Max Maute        | 290    |
| 4     | Kosuke Shibayama | 200    |
| 5     | Martin Schön     | 195    |
| 6     | Csaba Varga      | 180    |

## Zweier Frauen
| # | Datum       | Ort      | Erste                              | Zweite                             | Dritte                          |
| - | ----------- | -------- | ---------------------------------- | ---------------------------------- | ------------------------------- |
| 1 | 19. Juni    | Uzwil    | Sophie-Marie Wöhrle Caroline Wurth | Helen Vordermeier Selina Marquardt | Rosa Kopf Svenja Bachmann       |
| 2 | 7. August   | Lemgo    | Sophie-Marie Wöhrle Caroline Wurth | Helen Vordermeier Selina Marquardt | Sarah von Querfurth Janine Puls |
| F | 23. Oktober | Albstadt | Helen Vordermeier Selina Marquardt | Sophie-Marie Wöhrle Caroline Wurth | Rosa Kopf Svenja Bachmann       |

Gesamtwertung
| Platz | Namen                                | Punkte |
| ----- | ------------------------------------ | ------ |
| 1     | Sophie-Marie Wöhrle / Caroline Wurth | 360    |
| 2     | Helen Vordermeier / Selina Marquardt | 360    |
| 3     | Sina Bäggli / Julia Hämmerli         | 250    |
| 4     | Rosa Kopf / Svenja Bachmann          | 210    |
| 5     | Larissa Tanner / Simona Lucca        | 175    |
| 6     | Sarah von Querfurth / Janine Puls    | 130    |

## Zweier offen
| # | Datum       | Ort      | Erste                           | Zweite                   | Dritte                           |
| - | ----------- | -------- | ------------------------------- | ------------------------ | -------------------------------- |
| 1 | 19. Juni    | Uzwil    | Serafin Schefold Max Hanselmann | Nina Stapf Patrick Tisch | Marcel Schnetzer Katharina Kühne |
| 2 | 7. August   | Lemgo    | Serafin Schefold Max Hanselmann | Nina Stapf Patrick Tisch | Lea-Victoria Styber Nico Rödiger |
| F | 23. Oktober | Albstadt | Serafin Schefold Max Hanselmann | Nina Stapf Patrick Tisch | Lea-Victoria Styber Nico Rödiger |

Gesamtwertung
| Platz | Namen                              | Punkte |
| ----- | ---------------------------------- | ------ |
| 1     | Serafin Schefold / Max Hanselmann  | 400    |
| 2     | Nina Stapf / Patrick Tisch         | 320    |
| 3     | Lea-Victoria Styber / Nico Rödiger | 210    |
| 4     | Marcel Schnetzer / Katharina Kühne | 200    |

## Vierer
| # | Datum       | Ort      | Erste                                                                      | Zweite                                                                            | Dritte                                                                       |
| - | ----------- | -------- | -------------------------------------------------------------------------- | --------------------------------------------------------------------------------- | ---------------------------------------------------------------------------- |
| 1 | 19. Juni    | Uzwil    | RSV Steinhöring Julia Dörner Katharina Gülich Annamaria Milo Ramona Ressel | VC Rheineck / KRF Uzwil Ronja Zünd Fabienne Haas Laura Tarneller Nadine Bissegger | VfH Worms Nora Erbenich Sabrina Born Annika Furch Hannah Rohrwick            |
| 2 | 7. August   | Lemgo    | VfH Worms Nora Erbenich Sabrina Born Annika Furch Hannah Rohrwick          | KRF Uzwil Stefanie Haas Valerie Unternährer Selina Niedermann Sarah Manser        | [ 10 ]                                                                       |
| F | 23. Oktober | Albstadt | VfH Worms Nora Erbenich Sabrina Born Annika Furch Hannah Rohrwick          | VC Rheineck / KRF Uzwil Ronja Zünd Fabienne Haas Laura Tarneller Nadine Bissegger | Kunstrad Baar Vanessa Hotz Stefanie Moos Flavia Schürmann Carole Ledergerber |

Gesamtwertung
| Platz | Mannschaft              | Punkte |
| ----- | ----------------------- | ------ |
| 1     | VfH Worms               | 370    |
| 2     | VC Rheineck / KRF Uzwil | 240    |
| 3     | RSV Steinhöring         | 240    |
| 4     | Kunstrad Baar           | 190    |
| 5     | KRF Uzwil               | 145    |